# 六フッ化オスミウム
六フッ化オスミウム（英: Osmium hexafluoride）または、フッ化オスミウム(VI)（英: Osmium(VI) fluoride）とは、化学式OsF6で表される無機化合物である。オスミウムのフッ化物であり、六フッ化物の一種である。

## 生成
六フッ化オスミウムは300 ℃にて気体となった十分な量のフッ素原子と金属オスミウムの間で直接反応が起きることで以下のように生成される。
{\displaystyle {\ce {Os + 3 F2 -> OsF6}}}

## 特徴
六フッ化オスミウムは黄色結晶であり、33.4 ℃で融解し、47.5 ℃で沸騰する。-140 ℃にて観測された結晶の空間群は直方空間群Pnmaであった。格子定数は、a = 9.387 Å、b = 8.543 Å、c = 4.944 Åである。単位胞当たり4つの式単位を持ち、密度は5.09 g/cm3である。
液相や気相の状態における六フッ化オスミウム分子は、八面体形分子構造をとる。Os-F間の結合長は1.827 Åである。
また、OsF6を加水分解するとOsOF4が生成される。
OsF6+H2O->OsOF4+2 HF